# Lemnisque médian
Le lemnisque (ou lemniscus) médian est une structure anatomique faisant partie du système lemniscal. Il correspond au niveau de décussation des deutoneurones de cette voie lemniscale. Cette structure se trouve au niveau du bulbe rachidien, structure du tronc cérébral.